# Tillandsia sanctae-martae
Tillandsia sanctae-martae là một loài thực vật có hoa trong họ Bromeliaceae. Loài này được L.B.Sm. miêu tả khoa học đầu tiên năm 1956.